# Nikolaj Kiselëv (sciatore)
Nikolaj Fëdorovič Kiselëv (in russo Николай Фёдорович Киселёв?; Leningrado, 25 ottobre 1939 – 2005) è stato un fondista sovietico.

## Palmarès

### Olimpiadi invernali
- Argento a Innsbruck 1964 nella combinata nordica.